# Kahramanmaraş Spor Kulübü
Il Kahramanmaraş Spor Kulübü, noto come Kahramanmaraşspor, è una società calcistica di Kahramanmaraş, in Turchia.
Milita nella TFF 2. Lig, la terza divisione del campionato turco di calcio.
Fondato nel 1969, il club gioca le gare casalinghe allo stadio 12 febbraio.

## Statistiche
- Süper Lig: 1988-1989
- TFF 1. Lig: 1984-1988, 1989-1993, 1994-1998, 2002-2005, 2013-2014
- TFF 2. Lig: 1993-1994, 1998-2002, 2005-2008, 2009-2010, 2012-2013, 2014-
- TFF 3. Lig: 2008-2009, 2010-2012

## Palmarès

### Competizioni nazionali
- TFF 2. Lig: 1

2012-2013 (gruppo rosso)
- TFF 3. Lig: 1

2008-2009